# Psychophora polaris
Psychophora polaris là một loài bướm đêm trong họ Geometridae.